# Salvatore Cinà
Salvatore Cinà (Bivona, 25 maggio 1874 – scomparso ad Atlanta il 20 giugno 1913) è stato un mafioso italiano, importante affiliato e feroce killer della Famiglia Morello di New York.

## Biografia
Salvatore Cinà nasce a Bivona (AG) il 25 maggio 1874 da Pietro e Carmela Gennaro. Dopo aver commesso a Bivona alcuni crimini con Francesco Paolo Varsallona, tra cui l'uccisione di un insegnante, emigrò dalla Sicilia a New York nel 1895. Dopo pochi anni si trasferì a Tampa, in Florida, con l'altro mafioso Vincenzo Giglio, suo compaesano, di cui sposò la sorella ed ebbe da lei due figli. A Tampa trovò lavoro in una fabbrica di sigari fino al 1904, quando tornò a New York e comprò una fattoria a Milton Turnpike, insieme a suo cognato. Nel 1909 Cinà fu coinvolto in un giro di contraffazione gestito dalla famiglia Morello di New York. Cinà ed il suo padrino Antonio Cicala andarono a Chicago, Buffalo e Pittsburgh per tentare di vendere i dollari falsificati che aveva fabbricato. Una volta terminato il lavoro, Cinà vendette la sua fattoria e si trasferì con la sua famiglia a Poughkeepsie. Venne seguito in tutta New York dai servizi segreti americani; spesso lo vedevano incontrarsi direttamente con Giuseppe Morello. Il 5 gennaio 1910 venne arrestato insieme a Giglio: inizialmente fu condannato a 12 anni di duro lavoro e a pagare una multa di $ 500; in un secondo tempo fu costretto a 3 anni di duro lavoro e ad una multa di $ 500. Il penitenziario di Atlanta lo scarcerò il 20 giugno 1913 e di lui non si seppe più nulla.